# Andrej Jesipenko
Andrej Jevgenevitsj Jesipenko (Russisch: Андрей Евгеньевич Есипенко) (Novotsjerkassk, 22 maart 2002) is een Russisch schaker uit het Oblast Rostov.

## Carrière
Jesipenko begon als vijfjarige met schaken en werd Europees kampioen onder de 10, Europees kampioen onder de 16 en wereldkampioen onder de 16. Sinds april 2018 draagt hij de titel grootmeester.
In het Tata Steel-toernooi 2019 werd hij tweede bij de Challengers. In het Tata Steel-toernooi 2021 deed hij mee bij de Masters en versloeg daar wereldkampioen Magnus Carlsen. Dit was voor Carlsen zijn eerste verlies tegen een tiener in tien jaar.
Jesipenko wordt getraind door Sergej Sjipov.